# Val Gandino
(Anonimo, Adagio in dialetto locale che descrive goliardicamente le caratteristiche dei comuni della valle e dei suoi abitanti.)
La Val Gandino (Al Gandì in bergamasco) è una vallata laterale della val Seriana, nella provincia di Bergamo, in Lombardia; percorsa dal torrente Romna, affluente di sinistra del fiume Serio, si estende su un territorio di circa 35 km² e si trova ad est di Vertova ed a ovest del lago di Endine da cui nasce il fiume Cherio che scorre nella pianura bergamasca.

## Storia
L'altopiano ebbe a formarsi in epoca pleistocenica, in seguito ai sedimenti accumulatisi sul fondale di un lago, noto come Lago di Leffe, esistito fino a circa 1.000.000 di anni fa.
Le origini di questa valle sono molto antiche infatti già durante l'Alto Medioevo, all'epoca di Carlo Magno vi erano alcune abitazioni. Successivamente si formò un agglomerato rurale nella conca di Leffe che allora era Lefis che venne poi conquistato da Carlo Magno. I primi insediamenti veri e propri risalgono al X secolo ed erano situati sui pendii del monte Bejo a Leffe e sui pendii del monte Farno a Barzizza, sull'altipiano di Casnigo, che era il collegamento con la valle Seriana, e nei pressi della attuale basilica a Gandino.
Nota fin dal Medioevo per le industrie tessili, in particolare per la produzione del panno grosso bergamasco che veniva esportato dai Casnighesi e Gandinesi nei mercati dell'Europa settentrionale grazie alla via del Tonale che garantiva un viaggio più sicuro, utilizzato all'epoca da diversi eserciti europei, conserva tuttora un ruolo di primo piano non solo nell'economia, grazie ad alcune aziende tessili di importanza internazionali, e di alcune più piccole, ma anche a livello turistico ed artistico grazie alle numerose opere conservate nella basilica di Gandino, dove da poco vi è anche un museo, ma anche nelle altre chiese. In una piccola chiesetta a Leffe, quella della Bozzola, sono conservate circa 2600 reliquie dei vari santi, portate da un prete di Vicenza durante la discesa dei lanzichenecchi.
Nello stesso periodo, nel 1502, la Valle viene posta sotto il predominio della nobile famiglia Cazzani. Il titolo, assegnato dall'imperatore Massimiliano I, si affianca a quello di Conti Imperiali che avevano già ottenuto per la nobile stirpe di origine franco-longobarda e per i servigi offerti all'imperatore dal suo medico personale, appartenente a quella famiglia.
Nel corso di tutto il XIX secolo e nella prima metà del XX sono state attive delle miniere di lignite, dalle quali sono recuperati fossili di piante, come il noce bergomense, ed animali preistorici come l'elefante meridionale o il megacero, tutti resti dell'antico lago preistorico.
Nel 1861 sono state tinte e confezionate la famose camicie rosse di Garibaldi da una ditta che oggi esiste ancora.

## Territorio
I comuni della valle, elencati nella sottostante tabella (fonte: Istat 31/10/2023), sono tutti situati su un altopiano che si eleva al di sopra della valle Seriana.
| Stemma     | Comune di           | Popolazione (ab) | Superficie (km²) | Densità (ab/km²) |
| ---------- | ------------------- | ---------------- | ---------------- | ---------------- |
|            | Casnigo             | 3.046            | 13,48            | 226              |
|            | Cazzano Sant'Andrea | 1.684            | 2                | 842              |
|            | Gandino             | 5.148            | 29,14            | 177              |
|            | Leffe               | 4.320            | 4,92             | 878              |
|            | Peia                | 1.703            | 4,3              | 396              |
| Tot. Valle |                     | 15.901           | 53,84            | 316,6            |

## Infrastrutture e trasporti
La stazione di Gazzaniga-Val Gandino, attiva fra il 1884 e il 1967, era posto lungo la ferrovia della Valle Seriana.